# Sojuz 39
Salut 6 EP-9 (kod wywoławczy «Памир» - Pamir) – dziewiąta krótkotrwała misja na stację kosmiczna Salut 6. Piętnasty udany załogowy lot kosmiczny na tę stację.

## Załoga

### Start
- Władimir Dżanibekow (2) – ZSRR
- Dżügderdemidijn Gürragczaa (1) – Mongolia

### Dublerzy
- Władimir Lachow (2) – ZSRR
- Majdarżawyn Ganzorig (1) – Mongolia

### Lądowanie
- Władimir Dżanibekow (2) – ZSRR
- Dżügderdemidijn Gürragczaa (1) – Mongolia

## Przebieg misji
Sojuz 39 – radziecka załogowa misja kosmiczna będąca ósmą wyprawą w ramach programu Interkosmos. Na pokładzie statku kosmicznego znajdował się pierwszy kosmonauta z Mongolii. Dzień po starcie nastąpiło połączenie Sojuza z kompleksem orbitalnym, na którym pracowała stała załoga Władimira Kowalonoka i Wiktora Sawinycha. W czasie wspólnego lotu kosmonauci przeprowadzili serię eksperymentów, dotyczących głównie stanu technicznego samej stacji. Zainstalowano, a następnie zabrano na ziemię wykrywacze promieni kosmicznych w przedziałach załogowych. Zbadano również zjawisko utraty przezroczystości przez iluminatory stacji. Wykonano szczegółowe fotografie uszkodzeń iluminatorów dokonanych przez mikrometeoryty. Zebrano także próbki powietrza i flory bakteryjnej stacji. Kosmonauci wykonali też zdjęcia terytorium Mongolii.